# Buldak
El buldak (literalmente ‘pollo ardiendo’) es un plato coreano hecho con pollo muy picante. Es conocido por su sabor extremadamente picante, que hace que incluso algunos coreanos no puedan comerlo.

## Tendencias
Solía haber una sola cadena de restaurantes que servía buldak. Fue lanzada en el 2000, pero ahora hay muchas franquicias que sirven solo o principalmente buldak. A menudo se sirve en los muchos restaurantes de pollo frito de estilo americano en los alrededores de Seúl. Esto ha llevado al desarrollo de otros platos derivados o inspirados en el buldak. Sin embargo, en los últimos años su popularidad ha decrecido un poco.